# Benicasim

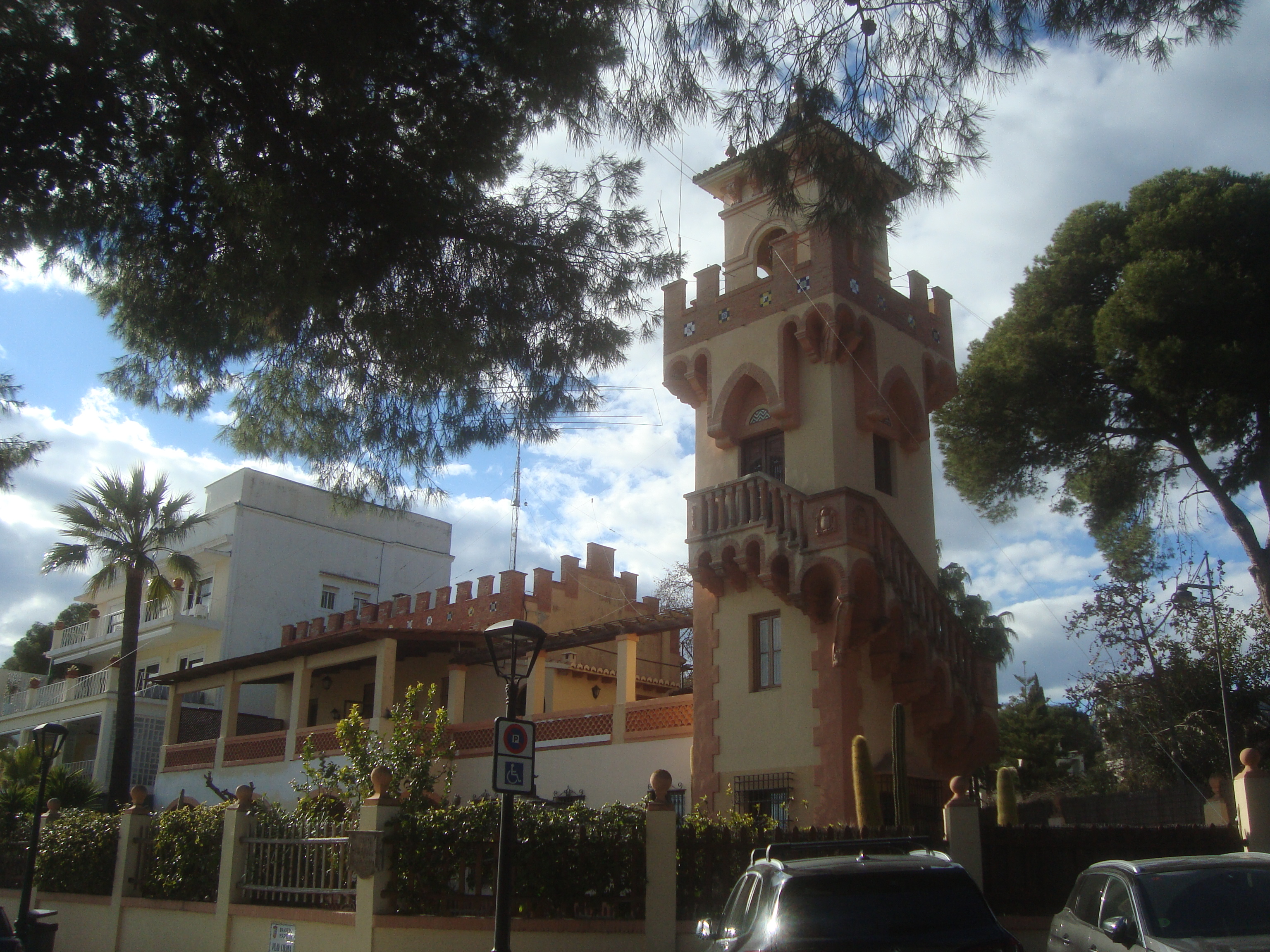
Benicasim

Benicasim (Valenciaans, ook officieel: Benicàssim) is een gemeente in de Spaanse provincie Castellón in de regio Valencia met een oppervlakte van 36 km². Benicasim telt 17.957 inwoners (1 januari 2016).

## Algemeen

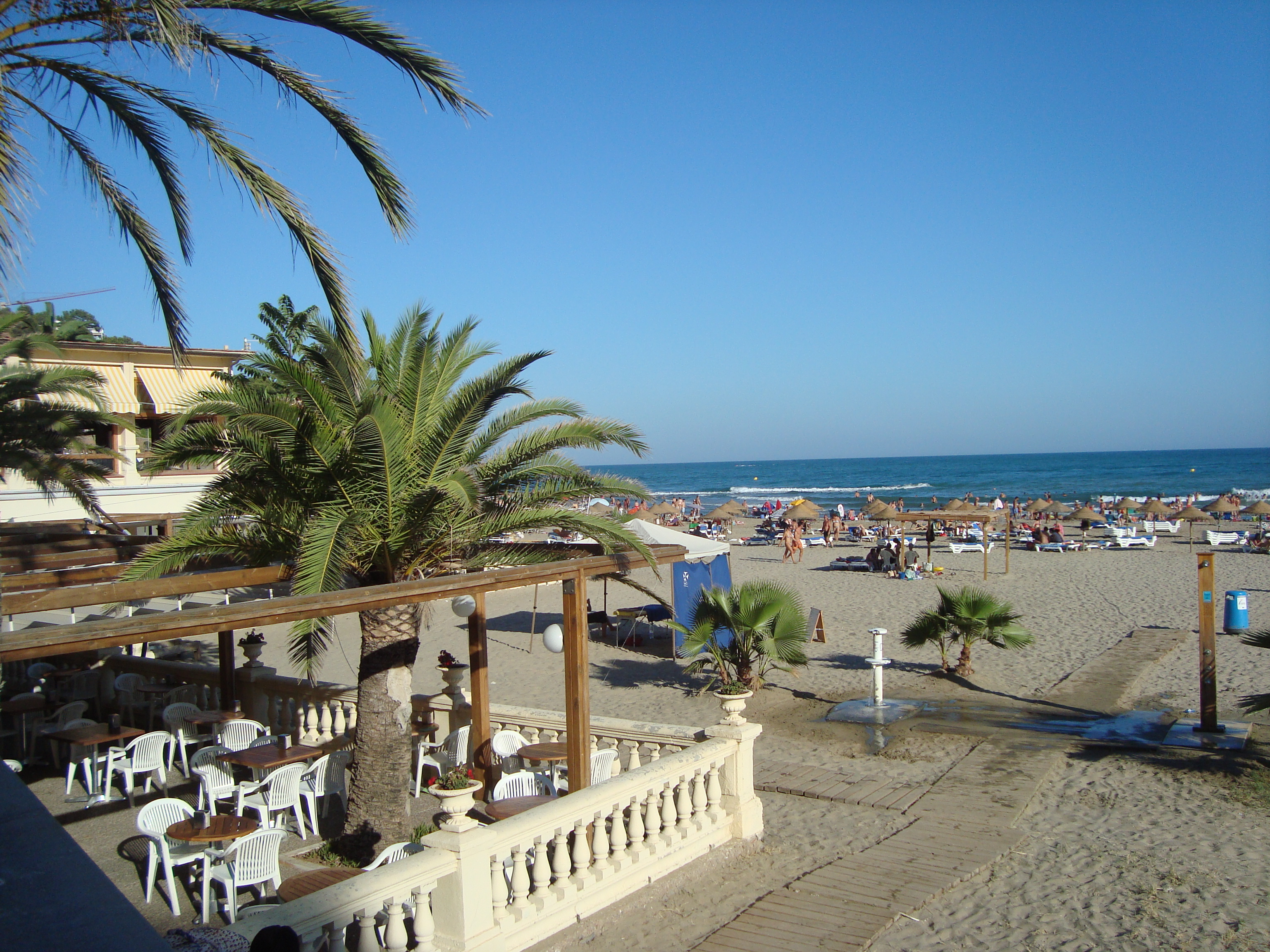
Benicasim

De plaats ligt aan de oostkust van Spanje (Costa del Azahar) aan de Middellandse Zee en is een kustplaats met stranden, omgeven door bergen en een aangenaam klimaat met veel zonne-uren. Rondom Benicasim liggen vele sinaasappel-, mandarijnen- en citroenplantages en richting het binnenland de bergen in olijvenplantages en dennenbomen. Benicasim bestaat uit drie delen nl., het dorp zelf, de villa's, bungalows en appartementen richting zee en stranden en het natuurgebied "el Desierto de las Palmas". Ca. twaalf km verwijderd van Benicasim ligt de grote plaats Castelló de la Plana.
Benicasim is lange tijd een vakantieoord voor de Spanjaarden geweest en is dat heden ten dage nog steeds. Sinds eind 19e eeuw kwamen hier mensen uit Madrid, Valencia en Castellón al heen vanwege de natuur, de zandstranden en de rust. Aan de boulevard van Benicasim zijn de oude villa's nog te vinden.
Vandaag de dag is Benicasim voor de Spanjaarden nog steeds een geliefd vakantieoord in het voorjaar, de zomer en het najaar. Veel Spanjaarden hebben hier dan ook hun eigen vakantiewoning. Over het algemeen komen in Benicasim weinig buitenlanders hun vakantie doorbrengen, wat eigenlijk vreemd is want Benicasim kent een heel erg aangenaam klimaat. Tevens is hier dan ook de mogelijkheid tot overwinteren.

### Stranden
Benicasim heeft vele grote, brede zandstranden met een boulevard met restaurants, bars en winkels.

### Uitgaan
Aan de boulevard van Benicasim zijn kleine strandbarretjes te vinden. Er zijn vele restaurants en andere gelegenheden tot vermaak in Benicasim. In de zomer zijn er veel openluchtconcerten, theater en andere cultuur activiteiten zoals concerten, festivals en gitaar concoursen. Benicasim staat internationaal zeer bekend vanwege haar gitaarfestival en het Festival Internacional de Benicasim (FIB). Op dit festival treden in vier dagen ca. zeventig bekende bands op. Het wordt gezien als de betere festivals van tegenwoordig. Concerten zijn er in het centrum van Benicasim, op het strand en op het concert terrein.

### Activiteiten
Water- en pretpark
- Aquarama

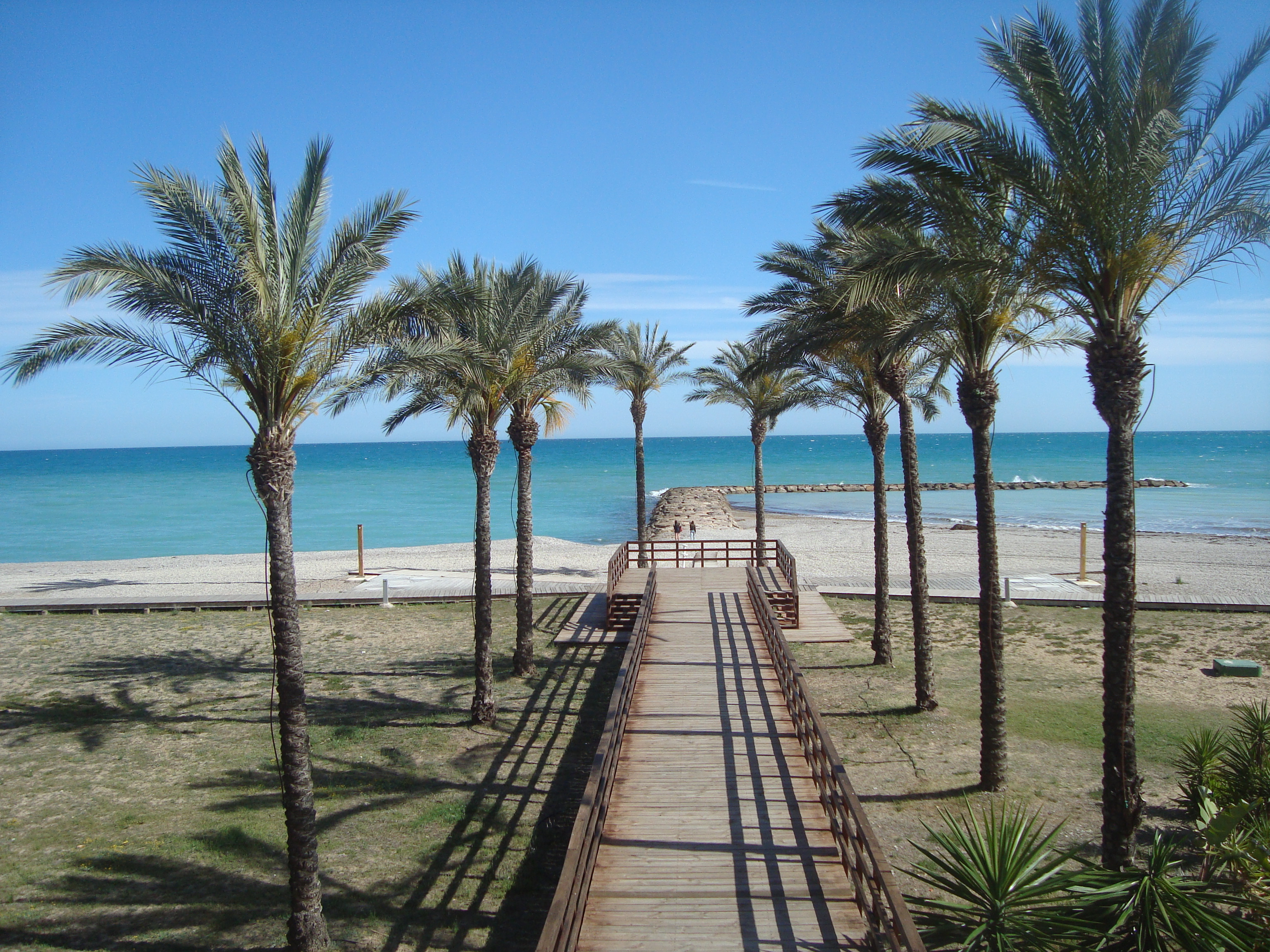
Benicasim

- El Palasiet (Thermale baden van Benicasim)

Natuurreservaten / Natuurparken
- Parque Natural Desierto de las Palmas
- Columbretes eilanden (Las Islas Columbretes)

### Musea, architectuur en cultuur
- klooster van Carmelitas (Vanaf dit klooster is er een uitzicht over El Desierto en de Middellandse Zee).

### Taal
In de Comunidad Valenciana spreekt men twee verschillende talen nl.; Spaans (Castellano) en Valenciaans. Daarom wordt Benicasim soms met 1 s geschreven en soms met 2.

## Demografische ontwikkeling
Bron: INE; 1857-2011: volkstellingen
Opm.: Voor 1857 behoorde Benicasim tot de stad Castellón de la Plana
Aín · Albocàsser · Alcalà de Xivert · L'Alcora · Alcudia de Veo · Alfondeguilla · Algimia de Almonacid · Almassora · Almedíjar · Almenara · Alquerías del Niño Perdido / Les Alqueries · Altura · Arañuel · Ares del Maestrat · Argelita · Artana · Atzeneta del Maestrat · Ayódar · Azuébar · Barracas · Bejís · Benafer · Benafigos · Benassal · Benicarló · Benicasim / Benicàssim · Benlloc · Betxí · Borriol · Burriana / Borriana · Cabanes · Càlig · Canet lo Roig · Castell de Cabres · Castellfort · Castellnovo · Castelló de la Plana · Castillo de Villamalefa · Catí · Caudiel · Cervera del Maestre · Chilches / Xilxes · Chodos / Xodos · Chóvar · Cinctorres · Cirat · Cortes de Arenoso · Costur · Les Coves de Vinromà · Culla · Eslida · Espadilla · Fanzara · Figueroles · Forcall · Fuente la Reina · Fuentes de Ayódar · Gaibiel · Geldo · Herbers · Higueras · La Jana · Jérica · La Llosa · Lucena del Cid / Llucena · Ludiente · La Mata de Morella · Matet · Moncofa · Montán · Montanejos · Morella · Navajas · Nules · Olocau del Rey · Onda · Oropesa del Mar / Orpesa · Palanques · Pavías · Peñíscola / Peníscola · Pina de Montalgrao · La Pobla de Benifassà · La Pobla Tornesa · Portell de Morella · Puebla de Arenoso · Ribesalbes · Rossell · Sacañet · La Salzadella · San Jorge / Sant Jordi · San Rafael del Río · Sant Joan de Moró · Sant Mateu · Santa Magdalena de Pulpis · Segorbe · La Serratella · Sierra Engarcerán · Soneja · Sot de Ferrer · Sueras / Suera · Tales · Teresa · Tírig · Todolella · Toga · Torás · El Toro · Torralba del Pinar · La Torre d'En Besora · La Torre d'en Doménec · Torreblanca · Torrechiva · Traiguera · Useras / Les Useres · Vall d'Alba · La Vall d'Uixó · Vall de Almonacid · Vallat · Vallibona · Vila-real · Vilafamés · Villafranca del Cid / Vilafranca · Vilanova d'Alcolea · Vilar de Canes · La Vilavella · Villahermosa del Río · Villamalur · Villanueva de Viver · Villores · Vinaròs · Vistabella del Maestrat · Viver · Xert · Zorita del Maestrazgo · Zucaina